# Предпроектно проучване
Предпроектно проучване (от англ. feasibility study) e извършването на специално проучване преди започване на проекта, което има за цел да установи и документира доколко реализацията му е оправдана. То е задължителна стъпка преди започването на големи проекти (напр. Атомна електроцентрала „Белене“). Резултатите от това проучване се оформят като доклад, въз основа на който се вземат конкретни решения за реализирането на проекта или за спиране на работата по него. Ако проектът има добри изгледи за реализация, предпроектното проучване дава оценка на шансовете за успех на проекта и изброява възможните алтернативи и подходи за това. Изброяват се възможните проблеми и затруднения и се предлагат решения.
|  | Тази страница частично или изцяло представлява превод на страницата Feasibility study в Уикипедия на английски. Оригиналният текст, както и този превод, са защитени от Лиценза „Криейтив Комънс – Признание – Споделяне на споделеното“, а за съдържание, създадено преди юни 2009 година – от Лиценза за свободна документация на ГНУ. Прегледайте историята на редакциите на оригиналната страница, както и на преводната страница, за да видите списъка на съавторите. ВАЖНО: Този шаблон се отнася единствено до авторските права върху съдържанието на статията. Добавянето му не отменя изискването да се посочват конкретни източници на твърденията, които да бъдат благонадеждни. |